# Польовий (Бурятія)
Польовий (рос. Полевой) — селище Кабанського району, Бурятії Росії. Входить до складу Сільського поселення Кабанське.
Населення — 3 особи (2015 рік).